# Decameron proibitissimo (Boccaccio mio statte zitto)
Decameron proibitissimo (Boccaccio mio statte zitto) è un film del 1972 diretto da Marino Girolami, sotto lo pseudonimo di Franco Martinelli.

## Trama
Per sfuggire alla peste che infuria, un gruppo di persone trova rifugio nel palazzo di Messer Gianni. Per ingannare il tempo e la paura, Messer Gianni intrattiene i suoi ospiti con una serie di novelle, ognuna ricca di intrighi, beffe e colpi di scena.
1. La vendetta di Piccarda
Fra Pasquale, uomo dal comportamento lascivo, insidia la giovane vedova Piccarda. La donna, astuta e determinata, non si lascia ingannare. Consigliata dai fratelli, organizza una trappola per Fra Pasquale: lo fa cadere in flagrante con la brutta serva e lo fa umiliare di fronte al vescovo.
2. La zingara e l'inganno
Guidobaldo, ossessionato dai vaticini di una zingara, compie un gesto folle: consegna la moglie, la contessa Floriana, a Rufolo di Chioggia, un uomo senza scrupoli che ha pagato la megera per ottenere la donna. Guidobaldo, accecato dalla superstizione, perde tutto: l'amore della moglie e la sua stessa dignità.
3. L'amore proibito in convento
Fra Domenico cede alle lusinghe di Martina e la fa entrare nel convento, nascondendola nella sua cella. Il loro segreto viene però scoperto dal priore che, da ipocrita qual è, caccia via Fra Domenico e si gode la bella Martina. La punizione per il frate è severa, mentre il priore, cinico e opportunista, ottiene ciò che desiderava.
4. Brunetta e la notte di gelosia
Brunetta vive un matrimonio opprimente con il gelosissimo Gervaso. Per liberarsi del suo controllo, escogita un piano astuto: lo fa stare all'addiaccio per un'intera notte, mentre lei si concede una notte di passione con Filippo, un pittore. Al mattino, Gervaso, stremato dal freddo e dalla rabbia, non può che subire la beffa della moglie.
5. Rinaldo e la falsa aggressione
Rinaldo, innamorato perdutamente di Marcolfa, moglie del vaccaro Giannozzo, escogita un inganno per conquistarla. Finge un'aggressione da parte di briganti e si presenta a Marcolfa come suo salvatore. La donna, credendo alle sue parole, cede al suo fascino. Ma al ritorno del marito, Rinaldo si ritrova smascherato e Giannozzo non gli crede, anzi lo caccia via con scherno.
6. Agilulfo e l'adulterio
Agilulfo scopre l'adulterio della moglie Elena con il palafreniere Rainero. Furioso e accecato dalla vendetta, taglia i capelli della nuca durante il sonno a Rainero, per smascherarlo il giorno dopo. Ma il suo piano va storto: tutti gli altri servi, per solidarietà con Rainero, si sono tagliati i capelli nello stesso modo, rendendo impossibile l'identificazione del colpevole. Agilulfo rimarrà dilaniato dalla rabbia per il tradimento subito e per l'umiliazione della sua vendetta fallita.